# Lepidopora acrolophos
Lepidopora acrolophos är en nässeldjursart som beskrevs av Stephen D. Cairns 1983. Lepidopora acrolophos ingår i släktet Lepidopora och familjen Stylasteridae.
Artens utbredningsområde är Södra Ishavet. Inga underarter finns listade i Catalogue of Life.